# Benthosema pterotum
Benthosema pterotum és una espècie de peix de la família dels mictòfids i de l'ordre dels mictofiformes.

## Morfologia
- Els mascles poden assolir 7 cm de longitud total.
- Nombre de vèrtebres:.[4][5]

## Alimentació
Menja principalment copèpodes i larves de crustacis.

## Depredadors
És depredat per Lophius litulon (a Corea), Diaphus coeruleus (Taiwan), Larimichthys polyactis, Euthynnus affinis (Taiwan), Scomber japonicus, Champsodon capensis i Galeus nipponensis (Japó).

## Hàbitat
És un peix marí i d'aigües profundes que viu entre 10-300 m de fondària.

## Distribució geogràfica
Es troba des del Mar d'Aràbia fins a l'oest del Pacífic. Se n'ha confirmat la presència de larves a la costa oriental de Sud-àfrica, però no pas d'adults.